# ブシャール1世
ブシャール1世・ド・ヴァンドーム（Bouchard Ier de Vendôme、？ - 1007年）は、元はロベール家の封臣であり、初代ヴァンドーム伯ブシャール・レートピラト（Bouchard Ratepilate）の息子。956年もしくは967年に父が死去し、ヴァンドーム伯位を相続した。
その後、コルベイユ伯、ムラン伯及びパリ伯となり、初期のヴァンドーム家の礎となった人物。ル・ヴェネラブル（Bouchard le Vénérable,尊者伯）またはル・ヴィユー（le Vieux,老伯）と称された。

## 生涯
フランク人諸侯階層の習慣に従い、かなり幼少のころに両親の元からユーグ大公の宮廷に遣わされ、そこでユーグ・カペーの友人となり、ユーグ・カペーの治世中、家臣の中でも忠臣の中の忠臣として著名な人物となった。
フランク公時代のユーグ・カペーはコルベイユとムランの拠点を家臣の中でも信頼の厚いブシャール1世に統治させたいと考えていた。973年前後、ブシャールはその意に従い、コルベイユ及びムラン伯エイモンの寡婦エリザベート・ル・リッシュと結婚し、コルベイユ伯となり、君主ユーグ・カペーからは、後にパリ伯（後述）とサン＝モール＝デ＝フォッセ修道院の護衛者に任命された。
コルベイユ及びムランの領主となったブシャールはセーヌ川上流を航行し、特にパリへの食糧の運搬・物流を管理していた。
ブシャールは船、および料金所監視のために当時航行可能なエソンヌ川のほとりに、エソンヌ渓谷を通ってパリへの玄関口でもある、ラ＝フェルテ＝アレーに要塞を建設した。
980年7月5日、マルギュ＝シュル＝シエール（Margut-sur-Chiers）にて、西フランク王ロテールとの間に講和条約を締結し、西フランク王国の放棄により、ユーグ・カペーは意図せずにロタリンギア公領を手に入れた。
翌981年3月、神聖ローマ皇帝オットー2世との謁見するユーグ・カペー に付き添い、ブシャールはオルレアン司教アルヌール、および他の封臣達と共にローマを訪問している。
987年ごろ、ユーグ・カペーがフランス王となった。ユーグ・カペーをフランス王国から引き離す競争に直面し、ブシャールはこの時にパリ伯に封臣された。
以降、ブシャールは家臣や将校ではなく、王族の1人に数えられるようになった。988年にユーグの息子ロベール2世がフランス共治王として戴冠した際、少数派の摂政評議会を構成した。評議会は、ブシャール、ユーグ・ド・ドルー、アンソー2世・ル＝リシュ、およびメラン副伯ユーグによって構成された。
991年、ブシャールはランスのサン＝バル評議会において、ランスの大司教アーヌールをユーグ・カペーに対する反逆罪で告発したのに対し、君主の利益を擁護した際、ユーグ・カペーは既にパリ司教であったブシャールの息子ルノーをフランス王家宰相に昇格させた。その一件から、ブシャールは司教となったルノーにラ＝フェルテ=アレー領を寄付している。
ブシャールは、ヴァンドーム、モントワール、ラヴァルダン、コルベイユ、ムラン、パリの伯となった。
同991年、ブシャールの副官であったゴーティエ副伯にブロワ伯ウード1世が賄賂を渡して買収し、ムランを略取されてしまったが、ムラン城をフランス王家領とした時、ユーグ・カペーは実妹エマをノルマンディ公リシャール1世と、ブシャールは娘エリザベート・ド・ヴァンドームをアンジュー伯フルク3世ネラと結婚させ、閨閥による結束力の強い同盟を結んでおり、アンジューとノルマンディーは王家のムラン領奪還を援護した。
ノルマンディーの軍隊と艦隊をムランに侵攻させ、セーヌ川上にあった城壁下部の隠し扉を取り壊して突破し、ムランの奪還に成功した。
ブシャールを裏切ったゴーティエは城門の扉の傍で絞首刑にされ、信じがたいほどの怒りに苦しんだ妻も絞首刑に処され、その際に彼女の脚に沿ってシュミーズが落ち、裸が見えたとされている（このような恐ろしい刑罰は同時代の歴史家が多く記録に残している）。その中、ブロワ伯ウード1世は逃走した。ブシャールは、オルセー渓谷で逃走中のウードに追い付くが、結局逃走されてしまった。それから5年後、996年にウードは病死している。
ブシャールは、継息子ティボー（妻エリザベートと前夫コルベイユ伯エイモンの子）が初の修道院長を務めたサン＝モール＝デ＝フォッセ修道院に隠棲した後、1007年ごろに死去し、統治領はヴァンドーム伯領とムラン領を息子パリ司教ルノーに相続財産として与え、コルベイユ伯領は、エリザベートと前夫エイモンの孫娘ジェルメーヌの夫モージェ（ノルマンディー公リシャール1世の三男）に譲渡され、パリは王都となり、以降パリ伯の称号は永久に失われた。

## 家族
コルベイユ伯エイモンの寡婦エリザベート・ル・リッシュと結婚した。妃エリザベートはローマへの巡礼中に死去した。
- ブシャール - ムラン副伯（父ブシャールより先に死去） 。
- エリザベート - もしくはアデール。フルク3世ネラと結婚し、1000年に死去。伝承によれば、夫フルク3世は嗣子に男児を望んでいたが、エリザベートが娘アデールしか産まなかったため怒り、妻に姦通の冤罪を掛け、彼女の部屋にて火刑に処し、エリザベートは生身で焼かれて焼死したとされる。
- ルノー - パリ大司教、988/989年6月20日[3] よりフランス宰相（遅くとも任期は15年）、ヴァンドーム伯位を継承。